# Marguerite Lescop
Marguerite Lescop (n. 8 noiembrie 1915, Longueuil⁠(d), provincia Québec, Canada – d. 3 aprilie 2020, Montréal, provincia Québec, Canada) a fost o scriitoare, editoare și oratoare canadiană.

## Biografie
După moartea soțului ei, René Lescop, a participat la ateliere de creație și și-a scris autobiografia, Le Tour de ma vie en 80 ans, publicată în 1996 de către Salon du livre de Montreal. Cartea a obținut un succes considerabil, cu peste 100.000 de exemplare vândute. A vorbit la numeroase conferințe la case de bătrâni din Quebec.
Lescop și-a înființat propria editură, Éditions Lescop, și a publicat două cărți prin aceasta: En effeuillant la Marguerite (1998) și Les Épîtres de Marguerite (2000). Cu Éditions Fides, ea a publicat Nous, les vieux, o serie de interviuri cu Benoît Lacroix, un bun prieten de-al ei. În 2007, ea publicat trei cărți cu Guy Saint-Jean Éditeur.
Marguerite Lescop a decedat pe 3 aprilie 2020, la Institutul Universitar de Geriatrie din Montreal - Pavillon Alfred-Kupec, în Montreal, la vârsta de 104 ani, din cauza COVID-19 în timpul pandemiei de coronaviroză.

## Distincții
- Ordinul Canadei (2001)[12]